# Rezerwat przyrody Dybanka
Rezerwat przyrody Dybanka – rezerwat przyrody nieożywionej utworzony w 1988 r. w granicach miasta Gostynina w województwie mazowieckim.
Celem ochrony jest zachowanie północnej części ozu gostynińskiego.